# Алаудинов, Мусаил Будайчиевич
Мусаил Будайчиевич Алаудинов (14 января 1978, Сираги, Карабудахкентский район — 9 июля 2013, трасса Махачкала—Каспийск) — российский спортсмен, выступавший в смешанных единоборствах (сокращённо MMA от англ. Mixed Martial Arts), самбо и кикбоксинге. Даргинец по национальности.

## Ранние годы
Мусаил родился 14 января 1978 года, и рос, в маленьком селе Сираги в Дагестане. Родители спортсмена — педагоги. Будучи школьником, он увлекался футболом, волейболом, и вольной борьбой. В 1993 году, переехав в Махачкалу и получив возможность тренироваться более углубленно, он увлёкся карате, а затем и кикбоксингом. Первым тренером спортсмена стал Исмаил Алияматов, с которым к Мусаилу пришёл первый крупный успех — он стал чемпионом Дагестана по кикбоксингу.

## Становление
В 1998 году в Киеве на чемпионате мира по кикбоксингу Мусаил завоевал бронзу. Параллельно Алаудинов занимался вольной борьбой и боевым самбо. В 2000 году он впервые принял участие в турнире по смешанным боям, проходившем в Москве. Небольшой период времени спортсмен выступал в Японии, жил и тренировался в Германии. В феврале 2002 года вошёл в состав команды клуба RED DEVIL, в составе которой принимал участие в чемпионатах по смешанным боям проходивших в Чехии, Нидерландах, США, и России. На чемпионате мира по боевому самбо 2004 стал серебряным призёром.

## Смешанные единоборства
Выступая в смешанных единоборствах Алаудинов завоевал титул чемпиона России по панкратиону. Обладателем Кубка мира по микс файту. Всего же Мусаил провёл 27 боев, из которых в 24-х одержал победу. Ниже, в таблице приведены некоторые из его боёв.
| Бой | Результат | Соперник      | Способ             | Турнир (место проведения)                                                          | Дата проведения | Раунд | Время | Заметки |
| --- | --------- | ------------- | ------------------ | ---------------------------------------------------------------------------------- | --------------- | ----- | ----- | ------- |
|     | Победа    | Казека Мунич  | решением судей     | Чемпионат «Россия против всего мира — 4» (Санкт-Петербург, Россия)                 | 15 ноября 2002  | ?     | ?     |         |
|     | Победа    | Joakim Engber | нокаут             | Чемпионат «Россия против всего мира — 4» «Ударная волна» (Москва, Россия)          | 10 октября 2003 | 2     | 6:59  |         |
|     | Победа    | Петр Кайнак   | удушающий прием    | Всемирный чемпионат по смешанным боям Mix-fight M-1 (Санкт-Петербург, Россия)      | 9 октября 2004  | 1     | 0:48  |         |
|     | Победа    | Юдзи Хосино   | технический нокаут | Чемпионат «Россия против всего мира — 7» «Ледяной шторм» (Санкт-Петербург, Россия) | 5 декабря 2003  | 1     | 0:12  |         |

## Тренерская работа
В 2007 году Мусаил Алаудинов завершил карьеру бойца и перешёл на тренерскую работу. Он участвовал в создании клуба смешанных единоборств «Горец» в состав которого входят титулованные бойцы — победители российских и международных состязаний. С момента создания клуба он является его старшим тренером. В 2009 году клуб стал победителем турнира M-1 Selection.
Также экс-спортсмен возглавлял Махачкалинскую муниципальную детско-юношескую спортивную школу олимпийского резерва имени Бузая Ибрагимова. На ноябрь 2011 года, среди воспитанников школы было пять победителей Всероссийских мастерских турниров по вольной борьбе, победитель и серебряный призёр чемпионата СКФО по боксу, победитель и два призёра Кубка Мира по боевому самбо и победитель Кубка мира по кудо.
За результаты, достигнутые в тренерской деятельности, в 2011 году указом президента Республики Дагестан ему присвоено почётное звание «Заслуженный работник физической культуры Республики Дагестан».
Алаудинов являлся одним из организаторов 1-го тура чемпионата Европы по миксфайту M-1 Selection 2011 проходившего в апреле 2011 года в Махачкале.

## Убийство, расследование, и последующие события
В ночь на 9 июля 2013 года автомобиль, которым управлял Алаудинов был обстрелян на автодороге Махачкала — Каспийск. Спортсмен, получив ранения несовместимые с жизнью, погиб на месте происшествия.
В октябре 2014 года в СМИ появилась информация о том, что убийство спортсмена раскрыто а подозреваемые задержаны. По версии следствия Алаудинов был убит по заказу владельца сети автозаправочных станций Алибекова, из мести за то, что Алаудинов прилюдно ударил его в лицо. Непосредственным исполнителем преступления следствие считает Рамазана Ханмагомедова. В январе 2016 года уголовное дело в отношении обвиняемых в совершении убийства было передано в суд. По версии следствия, за убийство Алаудинова организатор убийства и его исполнители получили от заказчика 2 000 000 рублей.
6 мая 2016 года коллегия присяжных заседателей вынесла оправдательный вердикт всем троим обвиняемым.
24 мая 2016 года, приговором Верховного суда Республики Дагестан, основанном на вердикте присяжных заседателей, в отношении всех подсудимых был вынесен оправдательный приговор.
Приговор был обжалован стороной обвинения в Верховный суд РФ, однако апелляционные жалобы были отклонены. 25 августа 2016 года приговор вступил в законную силу.
Утром 20 августа 2016 года в Каякентском районе республики был обнаружен сгоревший автомобиль Toyota Land Cruiser 200; в его салоне сработало взрывное устройство. В автомашине было обнаружено тело Магомеда Гаджиева — одного из оправданных по делу об убийстве Алаудинова. По версии обвинения, погибший Гаджиев являлся организатором убийства; ранее, 2006 году он был приговорён к девяти годам лишения свободы за покушение на политика Г. Махачева.